# St. Johannes der Täufer (Kerstlingerode)

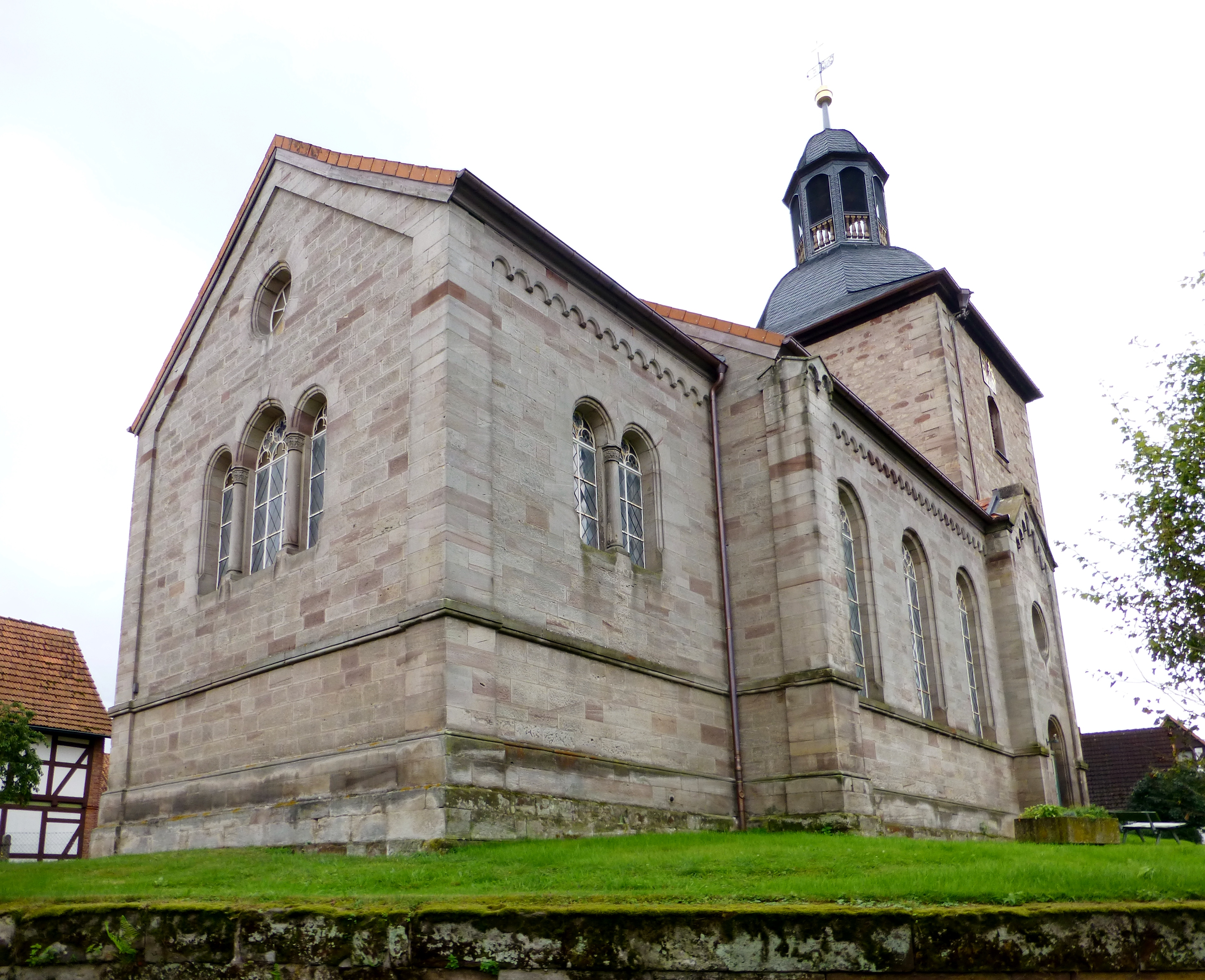
St. Johannes der Täufer

St. Johannes der Täufer ist eine evangelisch-lutherische denkmalgeschützte Kirche in Kerstlingerode, einem Ortsteil der Gemeinde Gleichen im Landkreis Göttingen in Niedersachsen. Die Apostel-Kirchengemeinde in Gleichen, zu der sich die Gemeinde in Kerstlingerode mit fünf weiteren aus dem Raum Gleichen zusammengeschlossen hat, gehört zum Kirchenkreis Göttingen im Sprengel Hildesheim-Göttingen der Evangelisch-lutherischen Landeskirche Hannovers.

## Beschreibung
Die neuromanische, aus Werksteinen 1857/58 erbaute Hallenkirche hat einen eingezogenen Chor mit geradem Abschluss. Unter den Dachtraufen der Satteldächer von Langhaus und Chor sind Bogenfriese. Der gedrungene, 1753 errichtete Kirchturm im Westen wurde beibehalten. Er ist mit einer welschen Haube bedeckt, auf der eine offene Laterne sitzt. Der Innenraum hat eine u-förmige Empore und drei Kirchenschiffe. Das Mittelschiff ist mit einem hölzernen Tonnengewölbe überspannt, die Seitenschiffe sind flachgedeckt. 
Der Kanzelkorb des spätbarocken Kanzelaltars von 1730 wurde herausgelöst. Ein rundes Taufbecken stammt von 1606. Carl Heyder erbaute die Orgel.